# Uniforme de la selección de fútbol de Arabia Saudita
La Selección de fútbol de Arabia Saudita desde su primer partido en año 1957 ha tenido como uniforme oficial el color blanco con detalles en verde, mientras que el uniforme de visitante siempre ha sido totalmente verde con detalles en blanco por los colores de su bandera nacional.

## Evolución del Uniforme

### Local
| 1957 | 1983-1985 |  | 1985 | 1986-1987 | 1988-1990 |  | 1994-1995 | 1995-1998 | 1998-2000 | 2000-2002 | 2002-2005 |

| 2006-2008 | 2008-2010 | 2010-2011 | 2011-2012 | 2012–2014 | 2014-2016 |  | 2016-2018 | 2018-2020 | 2020-2022 | 2022 |

| 2023 | 2024 |

### Visita
| 1957 | 1983-1985 | 1986-1989 |  | 1994 | 1995 | 1998 | 2000 | 2002-2004 | 2005-2008 | 2008-2009 |

| 2010-2011 | 2011 | 2012–2014 | 2015–2016 | 2017-2018 | 2018-2020 | 2020-2022 | 2022 | 2023 | 2024 |

### Uniformes de portero
| 2016-2018 | 2016-2018 |  | 2018-2020 | 2018-2020 | 2018-2020 |  | 2022-2022 | 2020-2022 | 2020-2022 |  | 2022- | 2022- |
| --------- | --------- |  | --------- | --------- | --------- |  | --------- | --------- | --------- |  | ----- | ----- |

## Proveedores
| Proveedor      | Periodo    |
| -------------- | ---------- |
| Admiral        | 1976–1980  |
| Puma           | 1980–1984  |
| Faisok         | 1984–1990  |
| Adidas         | 1990–1993  |
| Shammel        | 1994–2002  |
| Adidas         | 2002–2004  |
| Le Coq Sportif | 2004–2006  |
| Puma           | 2006–2011  |
| Nike           | 2011– 2023 |
| Adidas         | 2023-      |